# Anak (Bibel)
Anak (in älterer Schreibweise auch Enak, hebräisch ענק) ist der Name einer Person aus dem Alten Testament. Nach biblischer Überlieferung lebte Anak in der Gegend von Hebron zur Zeit der israelitischen Landnahme in Kanaan, die üblicherweise im späten 13. oder frühen 12. Jahrhundert v. Chr. angesetzt wird. Ohne Artikel kommt der Name Anak lediglich an zwei Stellen der hebräischen Bibel vor: Num 13,33  und Dtn 9,2 , beide Male in der Wendung „Söhne Anaks“. Sonst erscheint Anak immer in der Form mit Artikel („der Anak“, hebräisch הענק), was vermutlich ein Kollektiv bezeichnet, also das Volk der Anakiter (auch Enakiter), dessen Stammvater Anak ist. In Num 13,22  wird Anak genannt als der Vater von Ahiman, Scheschai und Talmai.
Die Anakiter waren als Riesen bekannt und gefürchtet (vgl. neben den bereits genannten Bibelversen auch Dtn 1,28 ). Die für unbesiegbar Gehaltenen wurden unter der Leitung von Josua durch die Israeliten besiegt (Jos 11,21–22 ).
Gelegentlich wird das Wort Enakssöhne für außergewöhnlich große und starke Menschen gebraucht.